# Dolichopeza carolus
Dolichopeza carolus är en tvåvingeart som beskrevs av Alexander 1940. Dolichopeza carolus ingår i släktet Dolichopeza och familjen storharkrankar. Inga underarter finns listade i Catalogue of Life.